# دی‌ایزوهپتیل فتالات
دی‌ایزوهپتیل فتالات (به انگلیسی: Diisoheptyl phthalate) با فرمول شیمیایی C۲۲H۳۴O۴ یک ترکیب شیمیایی است. که جرم مولی آن ۲۷۸٫۳۴۶۶ g/mol می‌باشد. 